# Carpolobia lutea
Carpolobia lutea là một loài thực vật có hoa trong họ Polygalaceae. Loài này được G.Don mô tả khoa học đầu tiên năm 1831.